# Niccolò da Montefeltro
Niccolò da Montefeltro (Urbino, 1319 – Viterbe, 1367) est un militaire et condottiere italien actif au XIVe siècle. 

## Biographie
Niccolò da Montefeltro appartient à une branche secondaire des Montefeltro ; il ne participa pas directement au gouvernement d'état et a été exilé par le comte Nolfo avec ses plus proches parents en 1334,.
En 1338, il a été au service des Ordelaffi et des Malatesta. 
En 1351, au service des États pontificaux il défit les Visconti, puis il passa à la solde de Florence secourant les forces pontificales contre le préfet Giovanni di Vico, qu'il défit avec la prise de Viterbe en 1354. 
L'année suivante il passa de nouveau au service de l'Église, puis il rejoignit Konrad von Landau contre le royaume de Naples.
En 1362, il était à la solde de Florence contre Pise à la tête de 100 cavaliers, détruisant les bourgs se trouvant sur son passage.

## Compagnia del Cappelletto
En août 1362, à la suite de la prise de Peccioli, il demanda aux Florentins le doublement de sa solde, et, à la suite de leur refus, il créa la Compagnia del Cappelletto regroupant mille cavaliers italiens, allemands et bourguignons ; au cours du mois d'octobre il prit le Château de Simigni.
À la tête de sa compagnie, en 1363 il retourna au service de Florence, d'abord contre Pise, puis contre Sienne. 
Défait par les Siennois, il quitta leur territoire et se mit au service de Pérouse pour le compte de laquelle il dévasta la contrée de Todi. 
Il combattit dans le Latium contre Orso Orsini (it), mais en 1365, il fut contraint de dissoudre sa compagnie inactive par manque de sollicitations et l'incorpora à celle de  San Giorgio.
En février 1367 il fut nommé capitaine général des États pontificaux, au cours du mois d'août il mourut à Viterbe dans la forteresse de Belriposo.